# Epicephala orientale
Epicephala orientale là một loài bướm đêm thuộc họ Gracillariidae. Nó được tìm thấy ở Ấn Độ (West Bengal, Karnataka, Meghalaya).
Ấu trùng ăn Bauhinia species, bao gồm Bauhinia purpurea và Bauhinia variegata. Chúng có thể ăn lá nơi chúng làm tổ.